# Wang Li
Wang Li (王力) fue lingüista chino nacido en 1900 y fallecido en 1986.

## Biografía
Tras sus estudios en la universidad de Qinghua (清华) en Pekín, partió a Francia en 1927, donde estudió lingüística con Joseph Vendryes. Este dirigió su tesis sobre su lengua materna, el dialecto chino de Bobal (博白). Es célebre por sus trabajos sobre el chino medieval y arcaico y la gramática del chino antiguo.

## Obras
- Hanyu Shigao (漢語史稿 "Un esbozo de la historia de la lengua china")
- Hanyu Shilüxue (漢語詩律學 "Estudio de las reglas de métrica en la poesía china")
- Tongyuan Zidian (同源字典 "Diccionario de las familias de palabras en el idioma chino")